# Athanasía Pérra
Athanasía Pérra (en grec moderne : Αθανασία Πέρρα), née le 2 février 1983 à Pyrgos en Élide, est une athlète grecque, spécialiste du triple saut.

## Biographie
Sa meilleure marque était de 14,39 m à Larissa (juin 2004), puis de 14,42 m à Salonique en 2009, avant qu'elle ne remporte les Jeux méditerranéens 2009 à Pescara avec 14,62 m. En juin 2012, elle améliore cette marque, sautant 14,71 m à Athènes.
Elle confirme sa médaille d'or lors des Jeux méditerranéens 2013 à Mersin.
Elle est testée positive à l'occasion des championnats du monde 2009 de Berlin et est par conséquent suspendue 4 ans, du 4 mai 2017 au 3 mai 2021.

## Palmarès
| Date | Compétition                       | Lieu      | Résultat | Marque  |
| ---- | --------------------------------- | --------- | -------- | ------- |
| 2001 | Championnats d'Europe juniors     | Grosseto  | 2e       | 13,73 m |
| 2005 | Championnats d'Europe espoirs     | Erfurt    | 3e       | 13,94 m |
| 2009 | Jeux méditerranéens               | Pescara   | 1re      | 14,62 m |
| 2010 | Championnats d'Europe par équipes | Bergen    | finale   | DSQ     |
| 2010 | Championnats d'Europe             | Barcelone | finale   | DSQ     |
| 2011 | Championnats d'Europe en salle    | Paris     | finale   | DSQ     |
| 2012 | Championnats d'Europe             | Helsinki  | 7e       | 14,23 m |
| 2013 | Jeux méditerranéens               | Mersin    | 1re      | 14,48 m |
| 2013 | Championnats du monde             | Moscou    | 11e      | 13,75 m |